# مایکوباکتریوم جناونس
مایکوباکتریوم جناونس (نام علمی: Mycobacterium genavense) نام یک گونه از سرده مایکوباکتریوم است.